# Paola Hofer
Paola Hofer (Bolzano, 29 gennaio 1954) è un'ex sciatrice alpina italiana.

## Biografia
Sciatrice polivalente originaria di Val di Vizze, Paola Hofer agli Europei juniores di Madonna di Campiglio 1972 vinse la medaglia di bronzo nella discesa libera; ottenne l'unico piazzamento fra le prime dieci in Coppa del Mondo il 10 febbraio 1973 a Sankt Moritz in discesa libera (9ª) e ai XII Giochi olimpici invernali di Innsbruck 1976, sua unica presenza olimpica, si classificò 15ª nella discesa libera, 23ª nello slalom gigante e non completò lo slalom speciale, suoi ultimi risultati agonistici di rilievo.

## Palmarès

### Europei juniores
- 1 medaglia[2]:
  - 1 bronzo (discesa libera a Madonna di Campiglio 1972)

### Coppa del Mondo
- Miglior piazzamento in classifica generale: 43ª nel 1973

### Campionati italiani
- 6 medaglie[3]:
  - 1 oro (combinata nel 1974)
  - 2 bronzi (slalom gigante, slalom speciale nel 1974)